# Баєр (герб)
Баєр (пол. Bajer, Bair, Bayer) — шляхетський герб, різновид герба Леліва, з нобілітації.

## Опис герба
Опис згідно з класичними правилами блазонування: 
У блакитному полі золоті півмісяць із п'ятипроменевою зіркою між рогами. Клейнод: золотий, здиблений лев, що тримає в лапах гербовий знак. Намет синій, підбитий золотом.

## Найбільш ранні згадки
Присвоєно в 1678 році Андрію Ігнацію Баєру.

## Роди
Баєр (Bajer — Bair — Bayer).